# Södergrundet, Nagu
Södergrundet är en ö nära Husskär i Nagu,  Skärgårdshavet i Pargas stad i landskapet Egentliga Finland, i den sydvästra delen av Finland. Ön ligger just sydväst om Husskär, 27 kilometer sydost om Nagu kyrka, 55 kilometer söder om Åbo och omkring 160 kilometer väster om Helsingfors. Närmaste allmänna förbindelse är förbindelsebryggan vid Knivskär som trafikeras av M/S Nordep.
Öns area är 0,5 hektar och dess största längd är 100 meter i sydöst-nordvästlig riktning. Det finns inga samhällen i närheten.